# Cadlinidae
Cadlinidae zijn een familie van weekdieren uit de klasse van de Gastropoda (slakken).

## Geslachten
- Aldisa Bergh, 1878
- Cadlina Bergh, 1879